# AG Insurance
AG Insurance ist eine belgische Versicherungsgesellschaft für Lebens- und Nicht-Lebensversicherungen (Auto, Feuer, Unfall, Krankenhaus, Haftpflicht etc.) sowie für Zusatzpensionen. Sie ist seit 1824 im belgischen Versicherungsmarkt aktiv. Kunden sind sowohl Privatpersonen als auch Selbstständige, KMU und große Unternehmen. Die Produkte von AG Insurance werden ausschließlich über deren Vertriebspartner (Versicherungsvermittler, Fintro-Vertreter und Zweigstellen von BNP Paribas Fortis) vertrieben. Einige große Unternehmen werden im Bereich Gruppenversicherungen unmittelbar betreut.
Ende 2014 verwaltete der Konzern finanzielle Vermögenswerte im Wert von mehr als EUR 60 Mrd. Seine Solvabilitätsmarge entsprach etwas mehr als dem Doppelten des von den Aufsichtsbehörden vorgeschriebenen Kapitals.
Die Gesellschaft hat 3,5 Mio. Privatkunden und 200.000 Geschäftskunden.
AG Insurance gehört zu dem internationalen Versicherungskonzern Ageas.

## Geschichte

### 1824: AG Leven
Im September 1823, genehmigte Wilhelm I. die Gründung einer holländischen Lebensversicherungsgesellschaft mit Sitz in Amsterdam unter dem Namen De Nederlandsche Algemene Levens-Verzekering Compagnie.
Die Idee, eine Lebensversicherungsgesellschaft zu gründen, reizte zwei Mitglieder der Handelskammer von Brüssel: ihren stellvertretenden Präsidenten François Rittweger und den Bankier Jacques Coghen.
Das Projekt wurde am 12. Juni vom König genehmigt und erhielt den Namen Compagnie d’Assurances Générales sur la Vie, les Fonds Dotaux et les Survivances (AG Vie). Coghen selbst übernahm die Geschäftsleitung als „agent général“ (Generalvertreter). Das Kapital wurde auf 600 000 Gulden, aufgeteilt in 300 Aktien festgesetzt. Ende Februar 1825 eröffnete die AG Vie ihre Büros, nachdem ihre fünf Mitarbeiter vor den Mitgliedern des Verwaltungsrats den Treueeid geschworen hatten.

### 1830: AG Incendie
Im April 1830 beschlossen die Verwaltungsräte der AG Vie, die Compagnie d’Assurances Générales contre les Risques d’Incendie (AG Incendie)zu gründen. Im September 1830 wurde der Generalvertreter Jacques Coghen zum Generalverwalter für Finanzen der Übergangsregierung ernannt. Im Juli 1831 übertrug Léopold Ier. ihm bei der Bildung seiner ersten Regierung das Finanzressort.

### 1909: Börsengang
Nach der Erweiterung der Aktivitäten der Gesellschaft auf verwandte Branchen wie z. B. Unfallversicherungen und Hypothekengeschäfte stieg der Umsatz der AG Vie von 2,4 Mio. belgischen Francs per Ende 1889 auf BFR 20 Mio. im Jahr 1912. Die Zahl der Mitarbeiter stieg von 12 im Jahr 1890 auf 140 im Jahr 1924 an.
Seit 1909 ist die Aktie der AG Vie an der Börse notiert.
Ab 1919 trug ein neues Geschäftsfeld in großem Umfang zur Umsatzsteigerung bei, nämlich Gruppenversicherungen im Bereich der Altersvorsorge, die sich speziell an Angestellte richtete. AG Vie entwickelte diese Aktivität zu einem ihrer Spezialgebiete und richtete zu dem Zweck eine gesonderte Abteilung „Altersvorsorge“ ein.

### 1969: Gründung der Groupe AG
1969 wurde die Versicherungsgesellschaft in eine Holding umgewandelt, die mehrere spezialisierte Gesellschaften kontrollierte, was eine bessere Nutzung der verfügbaren finanziellen und Humanressourcen ermöglichte.
Im Mai 1971 gab die niederländische Gesellschaft Nationale-Nederlanden ein feindliches öffentliches Kaufgebot für die Aktien der Antwerpener Gesellschaft Securitas ab. Unter der Hauptgeschäftsleitung von Maurice Frère gab die Groupe AG am 21. Mai erfolgreich ein öffentliches Gegengebot für Securitas ab. Securitas verfügte zu dem Zeitpunkt über Filialen in den Niederlanden, einen Bestand von 400.000 Policen und jährliche Einnahmen von BFR 900 Mio. und war in dem Bereich IARD (Feuer-, Unfall- und diverse Risikoversicherungen) spezialisiert; das Unternehmen war damit eine attraktive Akquisition für die Groupe AG, die bis dahin nur unzureichende Anteile des Marktes in Flandern hielt.
Innerhalb von zwei Jahren – von 1975 bis 1977 – reduzierte sich die Zahl der in Belgien aktiven Gesellschaften von 540 auf 348. Die Groupe AG hatte einen wesentlichen Anteil an dieser Rationalisierungsbewegung und übernahm 1973 die belgische Filiale der schweizerischen Lebensversicherungsgesellschaft Le Genevoise. Im darauf folgenden Jahr übernahm der Konzern eine Mehrheitsbeteiligung an der Versicherungsgesellschaft Le Recours Belge und deren Filialen Athéna et Démocratique Vie (80 Mitarbeiter und 3.500 Vertreter), was seine Position im Bereich der Feuer-, Unfall- und diversen anderen Risikoversicherungen noch zusätzlich verstärkte. 1976 kaufte die Groupe AG auch La Médicale zurück, doch im Jahr 1977 schloss sie mit dem Rückkauf der Unternehmensgruppe PR-Phénix-1821, eine Holding, die seinerzeit sieben Versicherungsgesellschaften und eine Immobilienfirma kontrollierte, ein Geschäft eines völlig anderen Umfangs ab. Damit erhielt das Unternehmen 750.000 neue Kunden. Durch diese Übernahmen erhöhte sich die Zahl der Mitarbeiter der Groupe AG auf 3.414.

### 1990: Gründung der Groupe Fortis
1990 fusionierte die Groupe AG mit der niederländischen Gesellschaft AMEV/VSB 1990, die ihrerseits aus der Verschmelzung der Bank VSB mit dem Versicherer AMEV hervorgegangen war. Durch diese erste grenzüberschreitende Fusion in der Finanzwelt wurde die Groupe Fortis geschaffen. Diese doppelte Nationalität blieb bis 2012 bestehen.
1999 feierte die AG 1824 ihr 175-jähriges Bestehen und änderte ihren Namen in Fortis AG.

### 2009: Entstehung der AG Insurance
Im Jahr 2006 entstand aus der Fusion der Fortis AG und der FB Assurances, den Versicherungsaktivitäten der Fortis Bank, das Unternehmen Fortis Insurance Belgium.
Nach dem Zusammenbruch und der Auflösung des Konzerns Ende 2008 wurde Fortis zu einem internationalen Versicherungskonzern, der sich schwerpunktmäßig auf Europa und Asien richtet. Er verfügt mittels Fortis Insurance Belgium über eine wesentliche Präsenz in Belgien. Letztere änderte ihren Namen im Jahr 2009 in AG Insurance.
Heute ist Ageas mit 75 % der Aktien der Hauptaktionär von AG Insurance. Die restlichen 25 % werden von BNP Paribas Fortis gehalten.